# Maison Verheyen
La maison Verheyen  (en néerlandais : Burghuis ou Huis Verheyen) est un immeuble réalisé par l'architecte Jacques De Weerdt dans le style Art nouveau à Anvers en Belgique (région flamande).

## Histoire
La maison a été construite en 1904 pour Joseph Verheyen, premier propriétaire. Elle est classée et reprise sur la liste des monuments historiques de Berchem depuis le 11 avril 1984. Jacques De Weerdt construira l'année suivante la maison Les Mouettes  au no 39.

## Situation
Cette maison se situe au no 27 de Waterloostraat, une artère résidentielle du quartier de Zurenborg à Berchem au sud-est d'Anvers comptant de nombreuses autres réalisations de style Art nouveau comme la maison La Bataille de Waterloo (Huis De Slag van Waterloo) au no 11 ou la Maison Napoléon au no 30.

## Description

### Façade
La maison compte trois niveaux (deux étages). Elle est bâtie par l'architecte Jacques De Weerdt dans le style Art nouveau floral. La façade est bâtie en brique blanche avec soubassement en pierre bleue. Les encadrements de toutes les baies sont réalisés en brique et en pierre blanche finement sculptée de lignes courbes en coup de fouet.
Au premier étage, un balcon à la base arrondie repose sur deux consoles en pierre blanche sculptée. Le garde-fou est composé latéralement de parois incurvés en pierre blanche et de fers forgés aux lignes courbes au centre. Par sa conception et ses lignes, la grande baie de cet étage relève assez bien du style de Victor Horta.

### Céramique
Le second étage pourvu de trois baies rectangulaires est surmonté par un panneau en céramique placé au tympan de ces baies et par des modillons descendant aux extrémités de la façade flanquées de pilastres aux deux étages. Ce dernier étage ressemble beaucoup au dernier étage d'un immeuble bruxellois réalisé en 1899 par Victor Taelemans et situé au no 80 de l'avenue Michel-Ange. Cette céramique représente un paysage au soleil levant (ou couchant) mettant en scène des cigognes. Elle est signée par l'atelier de décoration artistique Gussenhoven & Van Wijck d'Anvers.

## Source
- (nl) https://inventaris.onroerenderfgoed.be/erfgoedobjecten/11145

## Photos
Photos de la maison Verheyen